# Vacunación contra la COVID-19 en Cajamarca
La vacunación contra la COVID-19 en Cajamarca es la estrategia departamental de inoculación que empezó el 11 de febrero de 2021 para vacunar contra la COVID-19 a la población de la región, en el marco de un esfuerzo mundial para combatir la pandemia de COVID-19.

## Antecedentes

### Acuerdos de compra
El 24 de marzo, el Gobierno Regional de Cajamarca, logró comprar la primera ultracongeladora en el Perú instalada con la cadena de frío para mantener las vacunas en la temperatura de frío que requieran.

### Organización y preparativos

#### Centros de vacunación habilitados
El 2 de marzo, la municipalidad provincial de Cajamarca en trabajo conjunto con EsSalud supervisó el centro provisional de inoculación contra la COVID-19, el Coliseo Gran Qhapaq Ñan. En un inicio, el punto de vacunación, tenía previsto vacunar en el lugar a 780 profesionales de la salud durante la primera etapa. Además, durante la inspección la autoridad provincial señaló lo siguiente;

Hemos desarrollado un conjunto de actividades sinérgicas para responder a la demanda de la población frente a la pandemia; entre ellas, la puesta en marcha de Villa EsSalud, que hoy es un orgullo para el personal médico y también para el gobierno municipal porque ha permitido que cientos de familias recobren la felicidad al ver regresar a sus familiares completamente recuperados.

## Fases y desarrollo de la campaña de vacunación

### Primera etapa

#### Personal sanitario
El 9 de febrero arribó el primer lote de 4 mil 073 vacunas contra la COVID-19 al departamento de Cajamarca. La campaña de vacunación comenzó al día siguiente, el 10 de febrero, en el Hospital Simón Bolívar, siendo la primera persona en ser vacunada en Cajamarca, la coordinadora de la Unidad de Emergencia del nosocomio, Luisa Beatriz Ortiz Palomino. Tras recibir su primera dosis, Ortiz manifestó a la prensa lo siguiente:

Es un honor ser la primera inmunizada. Este acto es un respaldo al trabajo que cumplimos los profesionales de salud durante esta pandemia. Seguiremos comprometidos con nuestra vocación de salvar vidas.

Dos días después, Ortiz expresó lo siguiente en diálogo con un periodista del diario La República;

Soy una de las doctoras que les ha tocado enfrentar a este enemigo invisible en la pandemia y la vacuna significa esperanza. Junto a mis compañeras de trabajo seguimos en esta lucha y ha sido muy satisfactorio ver salir del hospital a personas para reunirse con sus familias. Por otro lado, ha sido doloroso ver que se han perdido vidas.

#### Adultos mayores
La segunda vacuna en llegar al país fue la de Pfizer-BioNTech, que fue aprobada por el ejecutivo el 8 de febrero, llegando al Perú el 3 de marzo. El 24 de marzo arribó al Aeropuerto Armando Revoredo Iglesias a través de un vuelo comercial el primer lote de mil 170 vacunas de las farmacéuticas Pfizer-BioNTech. Este primer embarque estaría destinado al primer grupo de adultos mayores de 80 años afiliados al Seguro Integral de Salud (SIS). Segundo Alcalde y María Bolaños, de 89 y 84 años, respectivamente, fueron los primeros en recibir la dosis de la vacuna BNT162b2.

## Opinión pública
| ¿Aceptaría vacunarse contra el COVID-19? | ¿Aceptaría vacunarse contra el COVID-19? | ¿Aceptaría vacunarse contra el COVID-19? | ¿Aceptaría vacunarse contra el COVID-19? | ¿Aceptaría vacunarse contra el COVID-19? | ¿Aceptaría vacunarse contra el COVID-19? |
| OpciónMes                                | No acepta                                | Sí acepta                                | No sabe                                  | No responde                              | Ref.                                     |
| ---------------------------------------- | ---------------------------------------- | ---------------------------------------- | ---------------------------------------- | ---------------------------------------- | ---------------------------------------- |
| Sep. 2021                                | 25% (19.4-31.6%)                         | 56.6% (50.3-62.8%)                       | 17.8% (12.5-24.6%)                       | 0.5% (0.1-1.9%)                          | [ 14 ]                                   |